# Spagnolo caraibico
Lo spagnolo caraibico (in spagnolo español caribeño, AFI: /espaˈɲol kaɾiˈβeɲo/) è un insieme di varietà diatopiche della lingua spagnola predominanti nelle Grandi Antille e nel bacino dei Caraibi. È parlato a Cuba, nella Repubblica Dominicana, a Porto Rico, in Venezuela, in Panama e nel nord della Colombia.
Si riconosce per la notevole influenza dei dialetti delle Canarie e dell'Andalusia (a causa del contatto storico tra i porti), l'influenza africana e le parole del Taíno. È anche la varietà di spagnolo più ascoltata a Miami e a New York (Stati Uniti) e quella utilizzata dai cantanti dei generi salsa, merengue, bachata, champeta, cumbia, vallenato e reggaeton.